# Alejandro Meerapfel
Alejandro Meerapfel, né le 21 février 1969 à Buenos Aires en Argentine, et mort le 22 septembre 2023 à Ambronay (Ain), est un chanteur lyrique argentin à la carrière internationale.

## Biographie
Baryton de tessiture et habitant à Dijon,  il collabore notamment avec l'ensemble musical, spécialisé dans la musique baroque, Cappella Mediterranea, dès la fondation de celui-ci en 2005.
Alejandro Meerapfel commence le chant à l'âge de 6 ans, en Argentine.
Il s'effondre sur scène à la suite d'un infarctus le 22 septembre 2023, à 54 ans, lors de la 44e édition du festival d'Ambronay alors qu'il y tient le rôle de Dieu le Père dans l’oratorio Il Dono della Vita eterna (« Le Don de la vie éternelle ») d’Antonio Draghi,. Le spectacle, diffusé en direct par France Télévisions sur Culturebox, est interrompu et le public évacué. Meerapfel succombe, les secours n'ayant pas pu le ranimer.